# 이라클리 투르마니제
이라클리 노다리스 제 투르마니제(조지아어: ირაკლი ნოდარის ძე თურმანიძე, 1984년 12월 13일~)는 조지아의 역도 선수이다. 2016년 하계 올림픽에서 남자 슈퍼헤비급 동메달을 획득했다.